# Hyla orientalis
La rana arborícola oriental (Hyla orientalis) es una especie de anfibio anuro de la familia Hylidae.

## Distribución geográfica
Esta especie se encuentra en Ucrania, Rumania, Bulgaria, Turquía, el sur de Rusia, Azerbaiyán e Irán. 
Su presencia es incierta en Grecia.

## Taxonomía
Fue eliminado de su sinonimia con Hyla arborea por Stöck, Dubey, Klütsch, Litvinchuk, Scheidt y Perrin en 2008 donde Boulenger lo colocó en 1998.

## Publicaciones originales
- Bedriaga, 1890 "1889": Die Lurche Europa's. Bulletin de la Société Impériale des Naturalistes de Moscou, Nouvelle série, vol. 3, p. 466–622[5]
- Chernov, 1926: Sur la connaissance de la faune herpetologique d'Armenie et de la contree du Nakhiezevan. Bulletin des Sciences de l'Institut d'Exploration de la région Caucase Nord Vladicaucase, vol. 1, p. 63-72.
- Litvinchuk, Borkin, Rosanov & Skorinov, 2006: Allozyme and genome size variation in tree frogs from the Caucasus, with description of a new subspecies Hyla arborea gumilevskii, from the Talysh Mountains. Russian Journal of Herpetology, vol. 13, n.º 3, p. 187-206.